# 英墺同盟
英墺同盟（えいおうどうめい、英語: Anglo-Austrian Alliance）は、グレートブリテン王国とハプスブルク帝国の間で締結された、1731年から1756年までの同盟。同盟が締結された理由は、イギリスの南部担当国務大臣ニューカッスル公爵がフランス王国の拡張を食い止めるにはオーストリアとの軍事同盟が不可欠であると考えたためであった。同盟はヨーロッパの勢力均衡を保つためにヨーロッパ列強が同盟相手をとっかえひっかえしていた国のカドリーユの一環として行われた。しかし、同盟が外交革命で崩壊した結果、七年戦争が勃発した。

## 背景

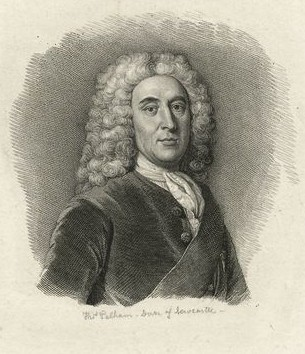
イギリスの南部担当国務大臣ニューカッスル公爵はオーストロフィル（オーストリアびいき）であり、英墺同盟を推進した。

1725年、オーストリアはウィーン条約を締結、スペインがイギリスからジブラルタルを奪回することへの援助を約束した。イギリスは当時、フランスと英仏同盟を締結していたが、英仏関係は緩やかに悪化しており、1731年までに敵国に逆戻りした。1727年、英西戦争でスペインがジブラルタルを包囲すると、イギリスの外交官はオーストリアに譲歩をちらつかせてスペインへの援助を取りやめさせた。スペインは包囲の中止を余儀なくされ、やむなく平和に応じた。
オーストリアはフランスに匹敵する陸軍を有する唯一の国と見られたため、イギリスではオーストロフィルがかねてより英墺同盟を推進していた。そして、オーストリアと強硬に敵対していたタウンゼンド子爵が1730年に辞任に追い込まれると、英墺の和解が進むこととなり、ニューカッスル公爵がイギリスの外交政策を主導した。彼はオーストリアとの同盟が不可欠であると強く信じていた。

## 同盟

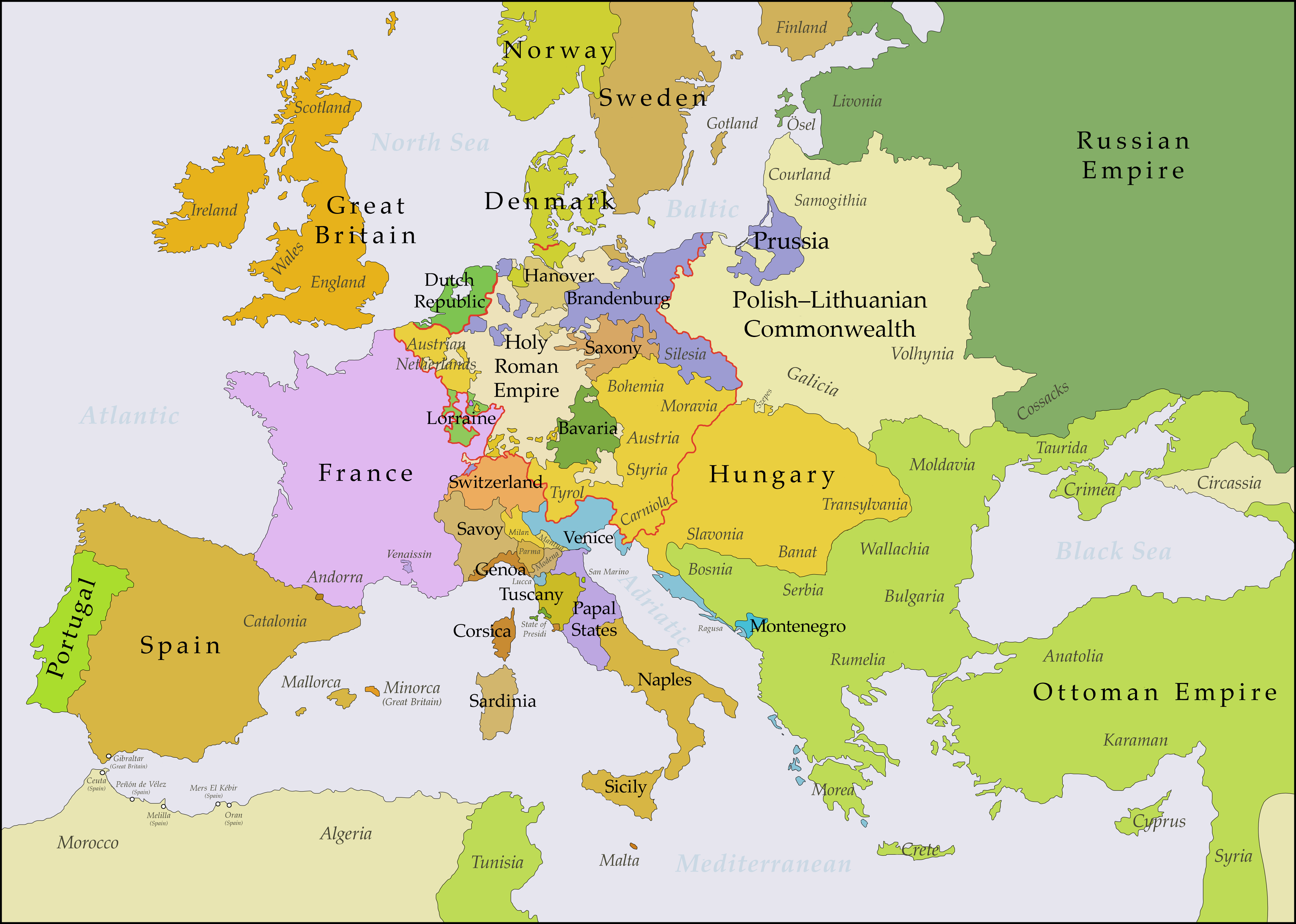
1748年にアーヘンの和約が締結された直後のヨーロッパ。

1727年、オーストリアは海外貿易でイギリスとの緊張を引き起こしていたオステンド会社の活動中止に同意した。これにより正式な同盟条約となるウィーン条約への障礙が除かれ、条約は1731年3月16日にプリンツ・オイゲン、フィリップ・ルートヴィヒ・ヴェンツェル・フォン・ジンツェンドルフ伯爵、グンダケル・トーマス・シュターレンベルク、そしてイギリス代表のチェスターフィールド伯爵によって締結された。条約ではオステンド会社の解散が約束され、イギリス政府を喜ばせた。イギリスとオーストリアはお互いに侵略からの防衛を約束した。
オーストリア継承戦争ではイギリスがオーストリアにイギリス兵と大量の補助金を与え、マリア・テレジアがサリカ法に反してハプスブルク家領を継承することを許した。オーストリアは1745年までにプロイセンとフランスに分割される危険に陥ったが、イギリスがフランドル地方で対仏作戦を始めたことでフランス軍が引き離され、オーストリアは反撃に成功した。またプロイセン王フリードリヒ2世にも圧力をかけてドレスデン条約で停戦を同意させ、オーストリアに対仏作戦に集中させる余裕を与えた。
同盟は崩壊の危機に晒されたこともあった。フランスによる1746年のブリュッセル包囲戦では、イギリスがブリュッセル陥落の阻止に動かなかったことで紛争が拡大してしまったとオーストリア見られたが、それよりも大きな危機はブレダ会議の最中に起きた。ブレダ会議は戦争終結に向けての交渉を目的としており、1748年のアーヘンの和約につながったが、イギリスは早期終戦を目指していたためオーストリアの合意が遅いことに不満を感じ、やがて3週間内に条約に同意しなければ単独講和すると脅した。オーストリアは不満を残しながらも条約を締結したが、戦争努力に対し得たものが少なすぎたと感じ、一方イギリスはフランスの条件が寛大であると考えた。
このような不満はあったが、1748年時点では条約の展望は良かった。オーストリアはイギリスではニューカッスル公爵という強力な支持者がいたし、ほかに同盟を結べる大国もいなかった。イギリスはハノーファー、オーストリア、オランダとの間で同盟を結ぶことでドイツの安全を保障しようとした。

## 同盟の崩壊
オーストリアではイギリスが誠意をもって同盟しなかったとの疑いが常に残っていた。このような疑いを持つ者はイギリスがポーランド継承戦争に参戦しなかったことと、アーヘンの和約でシュレージエンの返還を堅持しなかったことを証拠として挙げた。彼らはイギリスが同盟について興味を持つのはイギリスの目的に適っているときだけだと信じていた。反イギリスの急先鋒の1人は1753年にオーストリア外相に就任したヴェンツェル・アントン・フォン・カウニッツだった。

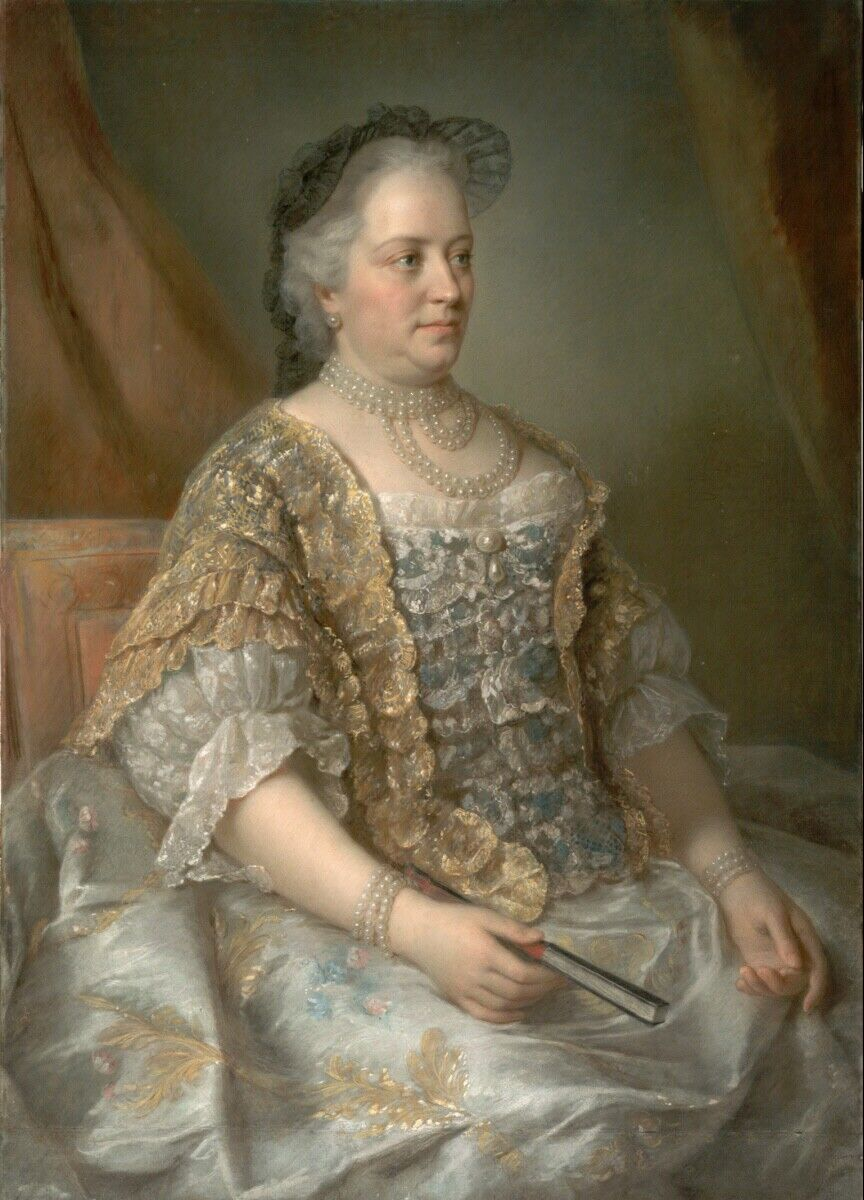
マリア・テレジア。オーストリア継承戦争ではイギリスの支持を得て帝国の維持に成功したが、彼女はイギリスへの強い不信感を持っていた。

1756年、プロイセン王国がボヘミアに侵攻しようとしたことと、イギリスがオハイオ領土をめぐってフランスとの紛争に没頭していて援助をしないことを恐れたオーストリアは、古くからの敵国であるフランスと同盟を締結した。捨てられたイギリスは慌ててプロイセンとウェストミンスター条約を締結して同盟し、この新しい勢力均衡が戦争を防ぐと期待した。
しかし、イギリスの制止を振り切ったプロイセンが1756年にオーストリアを攻撃すると、イギリスはプロイセンとの同盟を正式に締結した。イギリスとオーストリアはお互いに宣戦布告しなかったが、今や両国はヨーロッパの大戦争で違う陣営に属することとなった。中でも1758年のエムデン占領ではイギリス軍とオーストリア軍が間一髪で戦闘を避けた。そして、戦争の結果はオーストリアがシュレージエンの奪回に失敗、1763年のパリ条約はプロイセンのシュレージエン領有を確定した。

## その後
オーストリアにとって、イギリスの同盟相手としての魅力は日に日に減っていった。イギリスのオーストロフィルの影響力も七年戦争の最中とその後に低下している。というのも、オーストリアは専制的でイギリス式の自由民主主義に反していると見られたのだった。
1778年にフランスがアメリカ独立戦争に参戦してアメリカの独立を支持すると、イギリスはオーストリアの支持を得ようとした。これはオーストリアが参戦するとフランス軍がアメリカから引き離されるためであったが、オーストリアでは検討すら拒否された。
ナポレオン戦争の時代では再び同盟国になったが、あくまでも諸国の対仏大同盟の一員としてであり、英墺同盟時代の親密な関係とは程遠かった。今度もイギリスの資金援助がオーストリア軍を支えており、1793年から1794年のフランドル戦役では100万ポンドを援助した。